# Allerheiligen

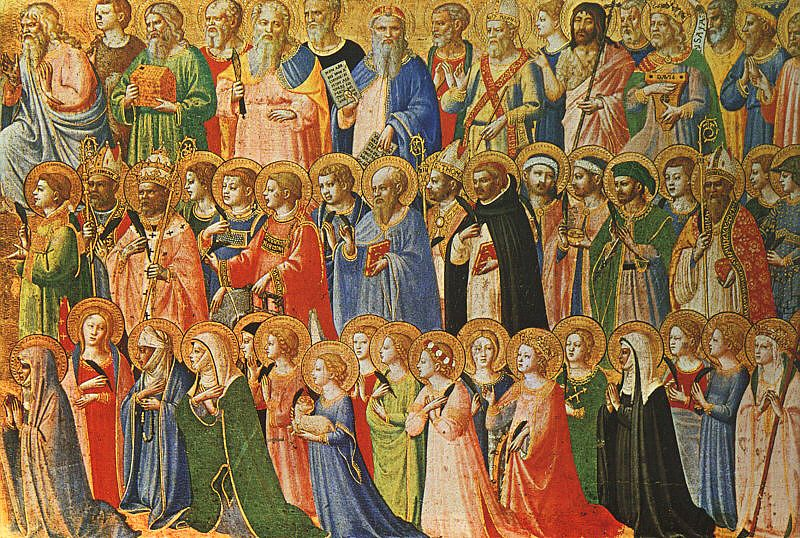
Die Vorläufer Christi mit Heiligen und Märtyrern, Fra Angelico (1423/24)

Allerheiligen (lateinisch Sollemnitas Omnium Sanctorum) ist ein christliches Hochfest, an dem aller Heiligen gedacht wird, der „verherrlichten Glieder der Kirche, die schon zur Vollendung gelangt sind“, der bekannten wie der unbekannten. Das lateinisch festum omnium sanctorum genannte Fest wird in der Westkirche am 1. November begangen, in den orthodoxen Kirchen am ersten Sonntag nach Pfingsten. Die Evangelische Kirche feiert den Gedenktag der Heiligen ebenfalls am 1. November. Einige Diözesen und Ordensgemeinschaften begehen in der Woche vom 2. bis zum 8. November oder im weiteren Verlauf des Novembers das Gedenken ihrer Heiligen.

## Geschichte

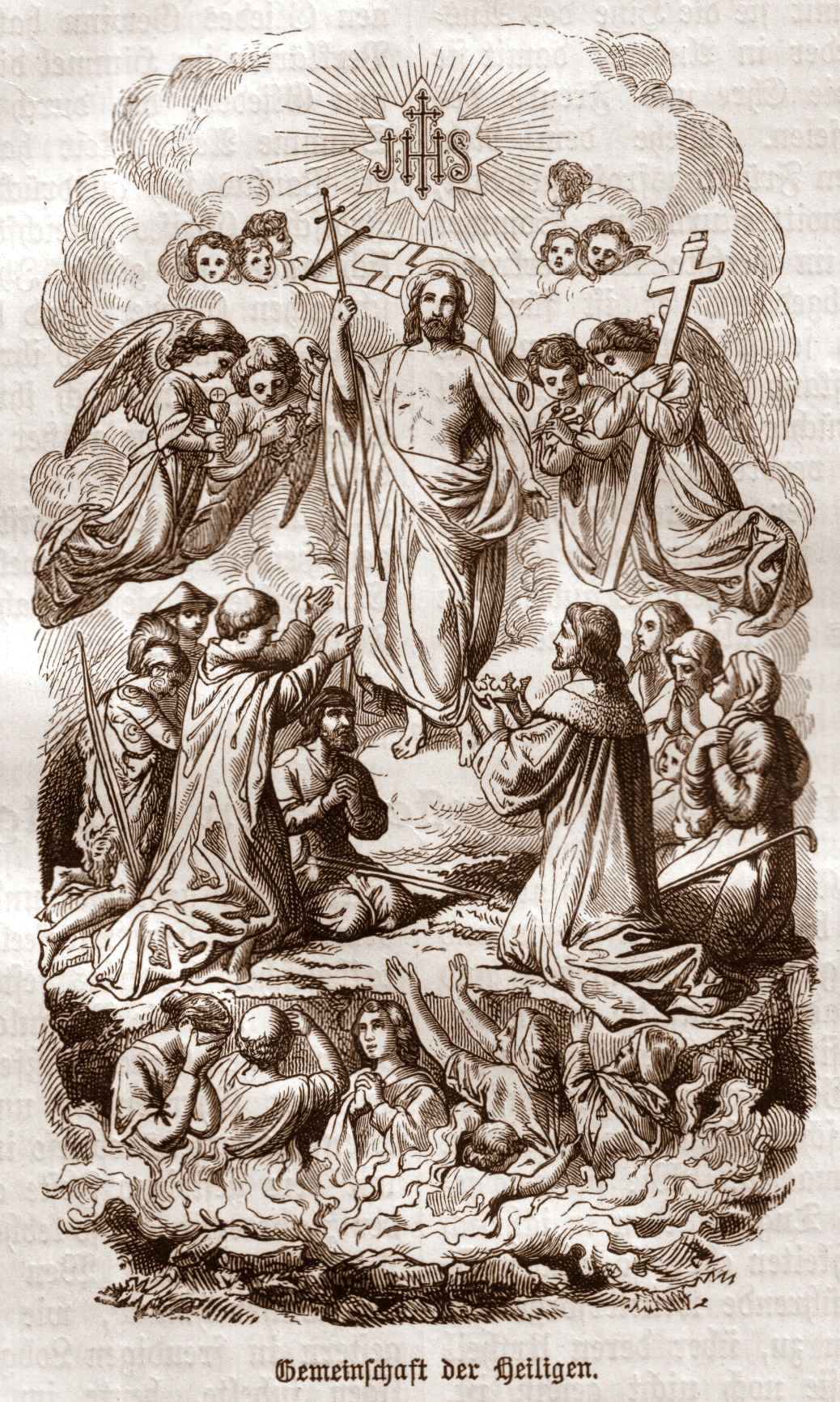
Rudolph Blättler, Holzschnitt: Gemeinschaft der Heiligen mit dem Auferstandenen

Im Lauf der ersten Jahrhunderte wurde es wegen der steigenden Zahl von Heiligen zunehmend schwierig, jedes Heiligen an einem eigenen Fest zu gedenken. Jährliche Gedenktage für Verstorbene gab es bereits im antiken Christentum. In der Ostkirche finden sich seit Anfang des 4. Jahrhunderts dann ausdrücklich Allerheiligenfeste, die als Herrentag aller Heiligen am 1. Sonntag nach Pfingsten gefeiert wurden. In der Westkirche weihte Papst Bonifatius IV. am 13. Mai 609 oder 610 das zuvor allen Göttern Roms geweihte Pantheon der Jungfrau Maria und allen Märtyrern (Sancta Maria ad Martyres) und ordnete eine jährliche Feier an, zunächst am Freitag nach Ostern, da das Fest inhaltlich stark von Ostern und dem Pascha-Mysterium her geprägt ist. Papst Gregor III. weihte über hundert Jahre später eine Kapelle in der Basilika St. Peter allen Heiligen und legte dabei für die Stadt Rom den Feiertag auf den 1. November.
Ende des 8. Jahrhunderts wurde in Irland das Fest auf den 1. November, den Beginn des keltischen Jahres und zugleich den Winteranfang, gelegt; über Northumbrien verbreitete sich dieser Brauch durch die iroschottischen Missionare allmählich in der gesamten Westkirche. Man begann vor allem auch im Frankenreich, das Fest an diesem Tag zu feiern, gefördert durch Kaiser Ludwig den Frommen. Papst Gregor IV. legte 835 Allerheiligen für die gesamte Westkirche auf den 1. November fest. Der enge Bezug zu Ostern wurde dabei aufgegeben, stattdessen ist „die sterbende Natur, durch die die ewige Welt der Heiligen sichtbar wird“, die Hintergrundfolie des Festes, so der Theologe Manfred Becker-Huberti.
Seit Ende des 10. Jahrhunderts wird, ausgehend von der Benediktinerabtei Cluny, am 2. November mit Allerseelen zusätzlich ein Gedenktag aller Verstorbenen gehalten, die sich nach katholischem Verständnis im Purgatorium befinden und die volle Gemeinschaft mit Gott noch nicht erreicht haben. Einen besonderen Schutz und Bedeutung für die Rechtsgeschichte bekam das Fest im Mittelalter im Alten Reich, wo es, beispielsweise durch Gottes- oder Landfrieden, als Gebundener Tag eingestuft war.

## Partikuläre Allerheiligenfeste
Manche Diözesen und Ordensgemeinschaften feiern eigene Allerheiligenfeste, um der Heiligen aus ihren Reihen zu gedenken. Einige Termine sind in der folgenden Tabelle dargestellt.
| Datum | Festbezeichnung                                                                  | Name des Bistums bzw. der Gemeinschaft          |
| ----- | -------------------------------------------------------------------------------- | ----------------------------------------------- |
| 3.11. | Alle Heiligen von Sevilla                                                        | Erzbistum Sevilla                               |
| 5.11. | Alle Heiligen, die in Toledo gefeiert werden und deren Reliquien in Toledo ruhen | Erzbistum Toledo                                |
| 5.11. |                                                                                  |                                                 |
| 5.11. | Gedenktag aller Märtyrer und Heiligen des Bistums                                | Bistum Osnabrück                                |
| 6.11. | All the Saints of Ireland                                                        | Römisch-katholische Kirche auf der Insel Irland |
| 8.11. | Alle Märtyrer des Erzbistums                                                     | Erzbistum Berlin                                |
| 8.11. | Alle Heiligen des Erzbistums Hamburg                                             | Erzbistum Hamburg                               |

## Liturgie
Allerheiligen ist in der Liturgie der römisch-katholischen Kirche ein Hochfest. In nahezu allen Diözesen ist es auch gebotener Feiertag. Die Texte der Schriftlesungen in der heiligen Messe sind Offb 7,2–4.9–14 , 1 Joh 3,1–3  und die Seligpreisungen der Bergpredigt, Mt 5,1–12a .
In der anglikanischen Kirche hat es den Rang eines Principal Feasts. Die liturgische Farbe ist Weiß.
In den lutherischen Kirchen kann es als Gedenktag der Heiligen (hier ist die liturgische Farbe Rot) begangen werden, ähnlich auch in weiteren protestantischen Kirchen.

## Allerheiligen in der Bildenden Kunst
In der christlichen Ikonographie seit frühchristlicher Zeit erscheinen Versammlungen „aller“ Heiligen meist als Begleiter christozentrischer Darstellungen, also bezogen auf den apokalyptischen Christus in der Mandorla, das Lamm Gottes (Beispiel: Genter Altar) oder den Gnadenstuhl als Mittelfiguren (Beispiel: Dürer, Landauer Altar, 1511).
Weltgerichtsdarstellungen und Rosenkranzbilder sind keine Allerheiligenbilder im eigentlichen Sinne.
Die Bildkunst der Neuzeit hat kaum neue ikonographische Varianten des Allerheiligenthemas hervorgebracht.

## Allerheiligen als gesetzlicher Feiertag

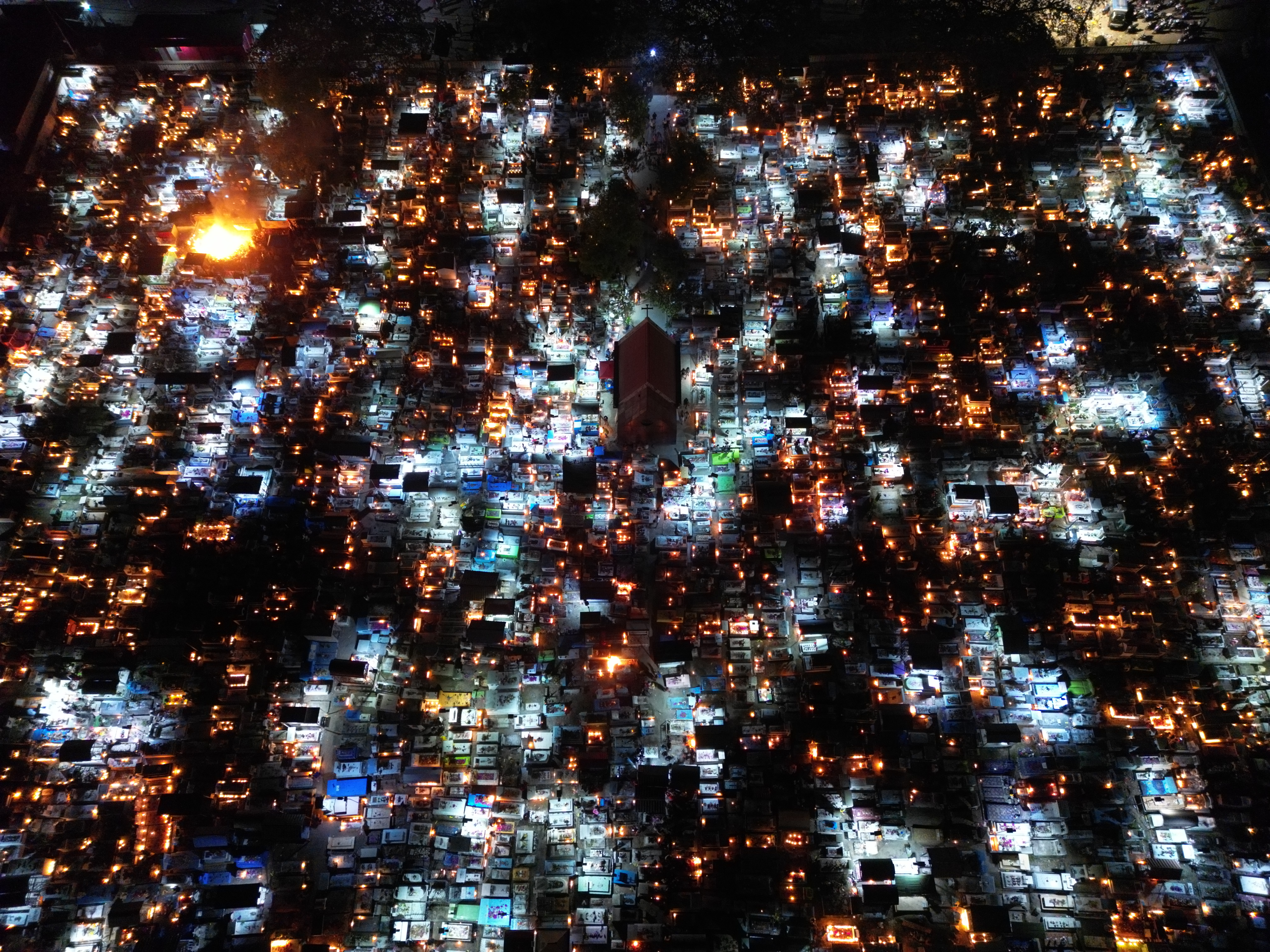
Santa-Cruz-Friedhof in Osttimor zu Allerheiligen

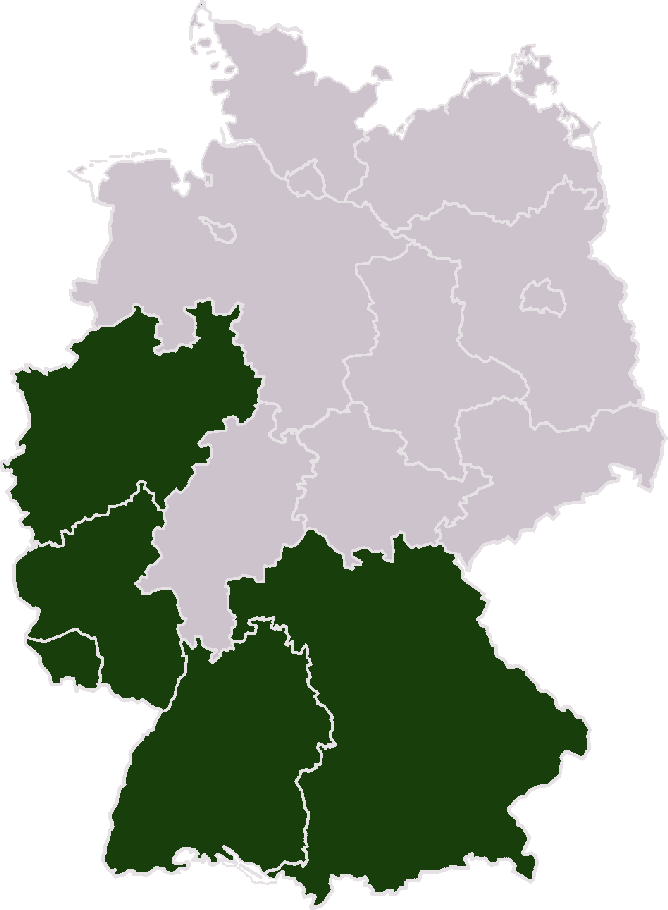
Bundesländer Deutschlands, in denen Allerheiligen ein gesetzlicher Feiertag ist

In den katholisch geprägten Kantonen der Schweiz (siehe Feiertage in der Schweiz) und den katholisch geprägten deutschen Bundesländern Baden-Württemberg, Bayern, Nordrhein-Westfalen, Rheinland-Pfalz und Saarland sowie in Österreich und Liechtenstein ist Allerheiligen ein gesetzlicher Feiertag und wird am 1. November begangen; außerdem in den folgenden Staaten: Belgien, Andorra, Frankreich, Italien, Kroatien, Luxemburg, Litauen, Monaco, Osttimor, Polen, Portugal, San Marino, Slowakei, Slowenien, Spanien, Ungarn, Peru, Vatikanstadt und den Philippinen.
In Schweden und Finnland fällt der Feiertag auf den Samstag zwischen dem 31. Oktober und 6. November. Beide Daten liegen normalerweise in Kalenderwoche 44, nur in Schaltjahren, die mit einem Donnerstag beginnen (Sonntagsbuchstabe DC, 13-mal in 400 Jahren), liegen beide in KW 45 nach DIN ISO 8601.
In den Niederlanden wurde Allerheiligen als gesetzlicher Feiertag 1960 abgeschafft.
In den genannten deutschen Bundesländern ist Allerheiligen ein sogenannter stiller Feiertag. Das heißt, dass an diesem Tag keine öffentlichen Tanzveranstaltungen durchgeführt werden dürfen und laute Musik verboten ist.

## Brauchtum

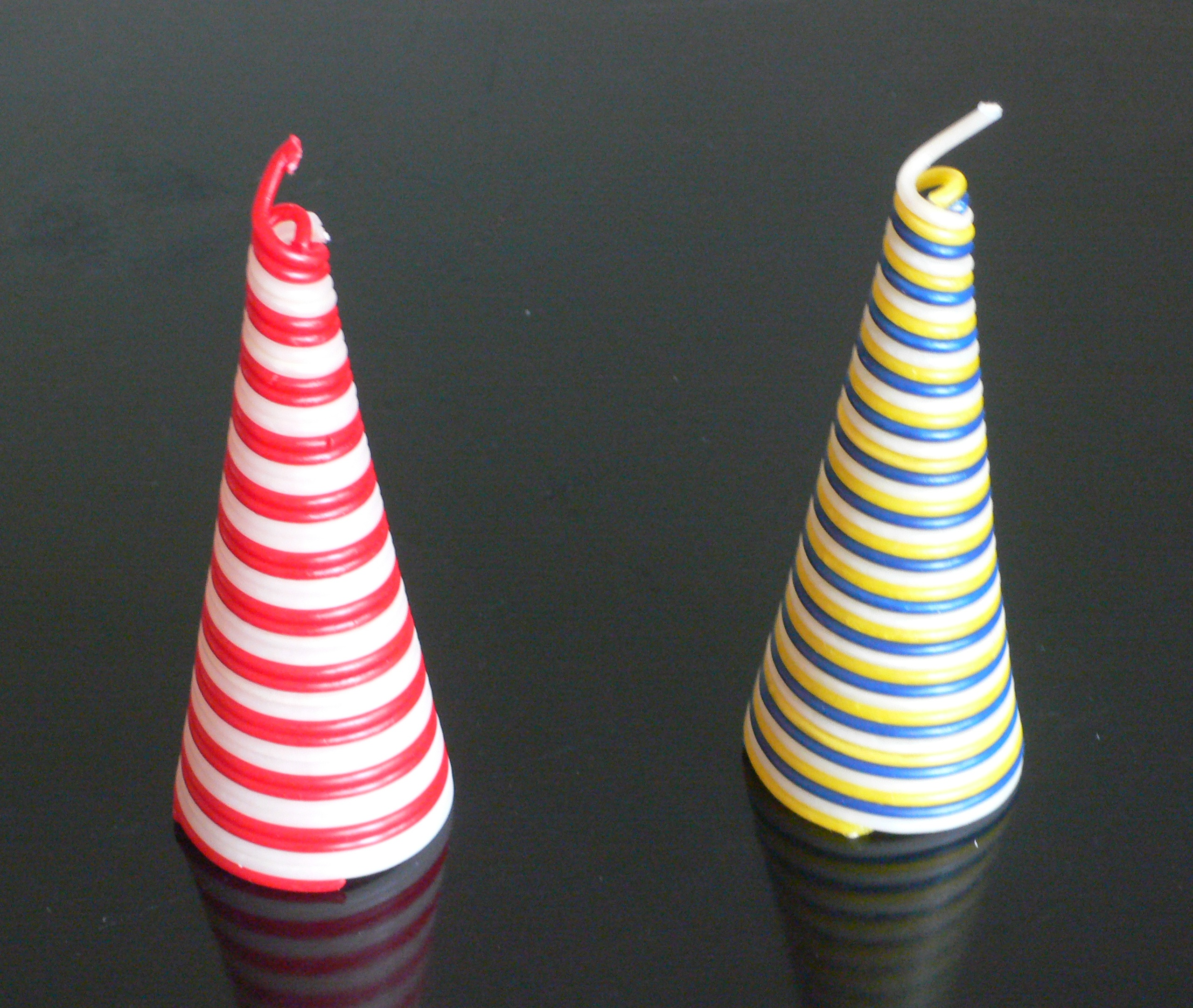
Zwei Mainzer Newwelinge

Als Allerheiligengebäck kennt man im süddeutschen Sprachraum den Allerheiligenstriezel, den die Tauf- oder Firmpaten an ihre Patenkinder verschenken. Den Brauch gibt es vom Burgenland über das oberösterreichische Inn- und Hausruckviertel bis zum südostbayerischen Chiem- und Rupertigau. Der Striezel wird aus Germteig (Hefeteig) in Form geflochtener, mit Hagelzucker oder Streuseln bestreuter Zöpfe hergestellt. In der nördlichen Oberpfalz heißt dieses Allerheiligengebäck „Strietzl“. In der Region um das Altmühltal gibt es an Allerheiligen auf Spitzlmärkten „Spitzl“ (Spitzel), ein rautenförmiges Lebkuchengebäck. Zu Allerheiligen finden auch Allerheiligenmärkte statt.
Im englischen Sprachraum wird Allerheiligen (engl. „All Saints“, „All Saints’ Day“) häufig mit dem Prozessionslied For All the Saints begangen.

## Totengedenken
Am Tag nach Allerheiligen, dem 2. November, begeht die römisch-katholische Kirche den Allerseelentag, an dem der Armen Seelen im Fegefeuer gedacht wird. Vielerorts wird die damit verbundene Gräbersegnung bereits am Nachmittag von Allerheiligen, dem in einigen Ländern arbeitsfreien staatlichen Feiertag, vorgenommen. Damit wird oft der Brauch verbunden, die Gräber, auch mit Lichtern, besonders zu schmücken.

## Allerheiligen und Halloween
Am Vorabend, dem 31. Oktober, wird in den Vereinigten Staaten und vielen Ländern Europas Volksbrauchtum zu Halloween begangen. Das Wort Halloween leitet sich aus der englischen Bezeichnung All Hallows Eve, dem liturgischen Vorabend von Allerheiligen, ab. In der heutigen, aus Nordamerika zurückgekommenen Form hat es eine stark kommerzialisierte und säkularisierte Form angenommen.